# Un amour de père (film)
Pour plus de détails, voir Fiche technique et Distribution.
Un amour de père (titre original : Five Dollars a Day) est un film américain réalisé par Nigel Cole, sorti en 2008.

## Synopsis
Nat (Christopher Walken) est un homme qui aime profiter de la vie. Il se complaît en remportant quotidiennement des concours à la radio, en buvant du café gratuit dans les halls d'hôtel et en conduisant une voiture rose bonbon dont il a gagné l'usage pendant un an. Nat est un débrouillard et un bon vivant. Il est capable d'obtenir presque tout ce qu'il veut pour 5$ par jour. La seule chose que Nat n'a pas, cependant et qu'il désire plus que tout, est une relation plus étroite avec son fils, Flynn (Alessandro Nivola). Mais Flynn a ses problèmes, il vient de perdre son emploi, sa petite amie le quitte et maintenant Nat l'appelle pour lui dire qu'il va mourir. Sans aucun autre recours, Flynn accepte à contrecœur de conduire son père au Nouveau-Mexique pour un traitement expérimental.

## Fiche technique
- Titre : Un amour de père
- Titre original : Five Dollars a Day
- Réalisation : Nigel Cole
- Scénario : Neal H. Dobrofsky et Tippi Dobrofsky
- Musique : Alex Wurman
- Photographie : Peter Donahue
- Montage : Susan Littenberg
- Production : Carol Baum, Jane Goldenring et Kia Jam
- Société de production : Capitol Films, Aramid Entertainment, Carol Baum Productions, Goldenring Productions, Five Dollars a Day, Grand Army Entertainment et Image Entertainment
- Société de distribution : Image Entertainment (États-Unis)
- Pays :  États-Unis
- Genre : Comédie dramatique
- Durée : 98 minutes
- Dates de sortie : 
  - Canada : 6 septembre 2008 (festival international du film de Toronto)
  - États-Unis : 24 avril 2009

## Distribution
- Christopher Walken : Nat Parker
- Alessandro Nivola : Ritchie Flynn Parker
- Dean Cain : Rick Carlson
- Sharon Stone : Dolores Jones
- Amanda Peet : Maggie
- Peter Coyote : Burt Kruger